# Kusapín (huyện)
Huyện Kusapín là một huyện (distrito) thuộc tỉnh Ngäbe Buglé ở Panama. Theo điều tra dân số năm 2000, huyện này có dân số 14691 người. Huyện Kusapín có diện tích 1693 km². Huyện lỵ đóng tại Kusapin.